# أفالنش سوفتوير
أفالنش سوفتوير (بالإنجليزية: Avalanche Software)‏ هي شركة أمريكية مطورة لألعاب الفيديو، تأسست عام 1995 وتم الاستحواذ عليها من قبل شركة والت ديزني في 2005 .من ألعابها : كارز 2. 

## الألعاب
- كارز 2
- ديزني إنفنتي
- التيمت مورتال كومبات 3
- مورتال كومبات تريلجي
- مورتال كومبات ميثولوجيز ساب-زيرو
- عائلة روبسوس
- فروج القلة